# 新琴似
新琴似（しんことに）は北海道札幌市北区にある地名。北西部の一部は新琴似町と町名が分かれているが、本項で併せて説明する。

## 概要
1972年4月1日以降、札幌市北区となってからの位置は、北海道道277号琴似停車場新琴似線で、札幌市北区北○条西○丁目と接し、西では新川と接し、北西部では石狩市と接し、東に屯田と接する。
1955年（昭和30年）2月28日までは、琴似町の領域にあり、札幌市に入ったのは、同年3月1日からである。札幌市に合併後、札幌市の北の領域として、農地が徐々に宅地化されていった。また、新琴似の琴似栄町通以南の領域に、北26条から北40条まで「北40条西3丁目」のように条丁がつけられ、さらに麻生町が分離する。
2010年で、新琴似領域の人口は、58,639人である。領域は、9.31km2である。
新琴似の北西部の一部は「新琴似町」で条丁目のない番地のみの住所となり、宅地化が制限される市街化調整区域となっている。

## 条丁
おおよそ、「条」は1条から12条までとなっていて、おおよそ函館本線に近いほど、数字が若くなっている。
「丁目」は1丁目から17丁目となっていて、札沼線の南側が1丁目で、北側が2丁目以上で、数字が多大きくなるに従い、札沼線から離れる。
また、条丁に属さない番地がある。
| 町丁                    | 郵便番号 |
| ----------------------- | -------- |
| 新琴似1条1丁目～13丁目  | 001-0901 |
| 新琴似2条1丁目～13丁目  | 001-0902 |
| 新琴似3条1丁目～13丁目  | 001-0903 |
| 新琴似4条1丁目～17丁目  | 001-0904 |
| 新琴似5条1丁目～17丁目  | 001-0905 |
| 新琴似6条1丁目～17丁目  | 001-0906 |
| 新琴似7条1丁目～17丁目  | 001-0907 |
| 新琴似8条1丁目～17丁目  | 001-0908 |
| 新琴似9条1丁目～16丁目  | 001-0909 |
| 新琴似10条1丁目～17丁目 | 001-0910 |
| 新琴似11条1丁目～17丁目 | 001-0911 |
| 新琴似12条1丁目～17丁目 | 001-0912 |
| 新琴似町○番地           | 001-0915 |

## 地名の由来
もともと現在の西区琴似地区と同様札幌郡琴似村（町制施行を経て1955年（昭和30年）に札幌市に編入）の一部であった。
現在の琴似地区に屯田兵が入植し「琴似兵村」が開かれたのにつづいて、当地にも屯田兵が入植し「新琴似兵村」と名付けたことが現在の名称の由来である。

## 歴史
- 7世紀から13世紀頃：擦文時代の住居跡が、現在の北海道大学植物園付近から、麻生を通って篠路まで蛇行して下る旧琴似川沿いに800件ほど見つかっている。

- 1886年（明治18年）頃：屯田兵が入植。「新琴似」と呼ばれるようになる

- 1887年（明治19年）：私立新琴似小学校が開設される[5]

- 1890年（明治23年）：北海道製麻（後の帝国繊維、帝国製麻）琴似工場が札幌郡琴似村新琴似番外地（現在の麻生町域）に置かれ、操業を開始する。同年、安春川が開削される。

- 1905年（明治37年）：新琴似郵便局開設[5]。

- 1934年（昭和9年）11月20日：国鉄札沼南線（現：札沼線、愛称：学園都市線）が開通し、同時に新琴似駅開業する。

- 1942年（昭和17年）：札幌郡琴似村が町制施行し「札幌郡琴似町新琴似」に。

- 1955年（昭和30年）3月1日：札幌郡琴似町が札幌市に編入され「札幌市琴似町新琴似」なる
- 1957年（昭和32年）：帝国製麻工場が閉鎖。北海道道277号琴似停車場新琴似線が舗装される。

- 1959年（昭和34年）4月1日：麻生地区が町名変更され「札幌市琴似町字新琴似番外地」から「札幌市麻生町」に（麻生の誕生）

- 1972年（昭和48年）4月1日：札幌市が政令指定都市に移行し区制が敷かれ、北区の管轄となり、「札幌市北区新琴似」となる[6]。
  - 1970年（昭和45年）の素案では、現在の琴似地区とともに西区への編入が計画されていたが、すでに経済的・交通網の繋がりがのちの西区とは薄くなっており、地元住民の陳情により北区となった[6]。

## 公共施設
小学校
- 札幌市立新琴似小学校（新琴似7-3）
- 札幌市立光陽小学校（新琴似5-11）
- 札幌市立新琴似北小学校（新琴似11-6）
- 札幌市立新琴似西小学校（新琴似1-15）
- 札幌市立新琴似南小学校（新琴似1-3）
- 札幌市立新光小学校（新琴似1-12）
- 札幌市立新琴似緑小学校（新琴似10-11）

中学校
- 札幌市立新琴似中学校（新琴似7-4）
- 札幌市立新琴似北中学校（新琴似10-10）
- 札幌市立光陽中学校（新琴似4-11）

幼稚園
- 新琴似幼稚園（新琴似8-3）
- 新琴似育英幼稚園（新琴似7-13）
- 英伸幼稚学院（新琴似12-16）

認定子ども園
- しんことに清香子ども園（新琴似11-5）
- 認定子ども園こうほく（新琴似12-10）

自動車学校
- 中央バス自動車学校（新琴似8-17）

図書館
- 札幌市新琴似図書館（新琴似7-4）

集会所
- プラザ新琴似（新琴似7-4）
- 新琴似長生会館（新琴似7-3）

博物館
- 新琴似屯田兵中隊本部（新琴似8-3）

郵便局
- 札幌北郵便局（新琴似4-2）
- 札幌新琴似郵便局（新琴似7-5）
- 札幌新琴似一条郵便局（新琴似1-10）
- 札幌新琴似五条郵便局（新琴似5-11）
- 札幌新琴似七条郵便局（新琴似7-17）
- 札幌新琴似八条郵便局（新琴似8-8）
- 札幌新琴似八条西郵便局（新琴似8-13）
- 札幌新琴似十一条郵便局（新琴似11-8）

体育館
- 札幌市北区体育館（新琴似8-2）

商業施設
- マックスバリュ新琴似店（新琴似10-2）
- コープさっぽろしんことに店（新琴似1-12）
- ラッキー新琴似四番通り店（新琴似8-10）
- ジェイ・アール生鮮市場新琴似店（新琴似7-12）
- DCM新琴似店（新琴似8-16）
- ニトリ麻生店（本店）（新琴似7-1）

現存する店舗の中で最も開店時期が古く（3号店）、札幌本社も入居している。

## 交通機関

### 鉄道
新琴似地区の駅
- JR北海道札沼線（学園都市線）新琴似駅（新琴似8-1）

最寄の駅
- 札幌市営地下鉄南北線麻生駅 （北40西5）

現在は、新琴似の領域ではないものの、新琴似駅に近いので、乗り降りする新琴似地区住民が多い
- JR北海道札沼線（学園都市線）新川駅（新川4-1）

新琴似1条1丁目およびその近くでは、新琴似駅よりも近い

### バス路線
- 北海道中央バス

新琴似地区を網羅。麻生駅（麻生バスターミナル）、札幌都心（札幌駅、北海道中央バス札幌ターミナル）を結ぶ路線など。詳細は北海道中央バス新川営業所および北海道中央バス石狩営業所を参照。
- ジェイ・アール北海道バス

麻生駅（麻生バスターミナル）から琴似栄町通を経由しJR琴似駅（西区琴似2-1）・地下鉄琴似駅（西区琴似1-4）を結ぶ路線など。詳細はジェイ・アール北海道バス琴似営業所を参照。

## 道路
- 北海道道277号琴似停車場新琴似線（琴似栄町通）
- 北海道道128号札幌北広島環状線（追分通）
- 北海道道865号樽川篠路線（西5丁目樽川通）

一般に「新琴似四番通」「四番通」といわれている
- 新琴似第1横線
- 新琴似第2横線（新琴似通）
- 新琴似第3横線
- 新琴似第4横線（西野屯田通）
- 新琴似第5横線
- 新琴似第6横線
- 新琴似第7横線
- 新琴似第8横線
- 新琴似一番通（新琴似2条通）
- 新琴似二番通
- 新琴似三番通
- 新琴似五番通
- 新琴似六番通